# NGC 6532
NGC 6532 (другие обозначения — UGC 11085, MCG 9-29-45, ZWG 278.42, IRAS17583+5613, PGC 61220) — спиральная галактика (Sc) в созвездии Дракон.
Этот объект входит в число перечисленных в оригинальной редакции «Нового общего каталога».